# Daniel Di Tomasso
Daniel DiTomasso es un actor y modelo italiano, más conocido por haber interpretado a Killian Gardiner en la serie Witches of East End.

## Biografía
Daniel habla con fluidez inglés, francés e italiano.

## Carrera
Antes de comenzar la actuación Daniel modelo en campañas para varios clientes entre ellos "Giorgio Armani" y "L’Oréal". 
En 2012 apareció como invitado en la serie Beauty and the Beast, donde dio vida a Zeke. En 2013 apareció como invitado en la serie CSI: Crime Scene Investigation, donde interpretó a Santo. Ese mismo año obtuvo su primer papel importante en la televisión cuando se unió al elenco principal de la serie Witches of East End, donde interpretó al camarero Killian Gardiner hasta el final de la serie en 2014. En marzo de 2016 se anunció que Daniel se había unido al elenco de la nueva serie Conviction, donde daría vida al abogado Jackson Morrison; sin embargo, en junio del mismo año, se anunció que Daniel había dejado la serie. En octubre del mismo año se anunció que Daniel se había unido al elenco recurrente de la serie Timeless, donde interpreta a Noah. También apareció en series, como Major Crimes, donde interpretó a Wes Nolan; en la serie supernatural Grimm, donde interpretó Mark Nelson; y finalmente en la serie Good Girls Revolt, donde interpretó a Chad Harrington.

## Filmografía

### Series de televisión
| Año             | Título                         | Personaje        | Notas                   |
| --------------- | ------------------------------ | ---------------- | ----------------------- |
| 2020            | Ratched                        | Salvatore        | Temporada 1             |
| 2017            | Chicago Fire                   | Zach Torbett     | Temporada 6             |
| 2017            | Dynasty                        | Fletcher Myers   | Temporada 3             |
| 2016 - presente | Timeless                       | Noah             | 3 episodios             |
| 2016            | Good Girls Revolt              | Chad Harrington  | 3 episodios             |
| 2016            | Major Crimes                   | Wes Nolan        | 2 episodios             |
| 2016            | Grimm                          | Mark Nelson      | episodio "The Believer" |
| 2013 - 2014     | Witches of East End            | Killian Gardiner | 23 episodios            |
| 2013            | CSI: Crime Scene Investigation | Santo            | episodio "Fearless"     |
| 2012            | Beauty and the Beast           | Zeke             | episodio "Pilot"        |

### Películas
| Año  | Título      | Personaje          | Notas |
| ---- | ----------- | ------------------ | --- |
| 2015 | Heaven Sent | Hank               | junto a Derek Theler, Kathleen Rose Perkins, Lindsey Gort, Charles Robinson, Troy Evans & Melanie Liburd |
| 2015 | Origami Fox | Miembro del Equipo | junto a Kate French, Fiona Dourif, Andrew James Allen, Tessa Harnetiaux & Barbara Eve Harris             |